# Editura Eikon
Editura Eikon este o editură de carte din București, recunoscută de Consiliul Național al Cercetării Știintifice din Învățământul Superior (CNCSIS), cu codul 132.

## Profil
Înființată în anul 2003, editura EIKON are profil enciclopedic, editând până azi titluri din diferite domenii: filosofie, religie, carte școlară și universitară, beletristică, medicină naturistă, carte practică, ghiduri, albume de artă etc.

## Serii și colecții
Editura a creat următoarele serii și colecții:
- Albume,
- Amintiri,
- Biblioteca Ortodoxă,
- Biografii,
- Convorbiri,
- Eikon Educațional,
- Istorie contemporană și Relații internaționale,
- Mituri Contemporane,
- Poezie, Proză, Eseu și Critică literară,
- Practic,
- Universitas,
- Spiritualitate,
- Teatru,
- Terapii complementare,
- Theologia Socialis [2]

## Premii
- 2012 - Locul I pentru cea mai reprezentativă editură la editia a XIII-a a Târgului de carte "Gaudeamus" Cluj-Napoca, desfășurat în perioada 28 martie - 1 aprilie.[3]
- 2012 - „Premiul Ioan Petru Culianu”, pentru cea mai importantă editură care promovează istoria culturii și civilizației, la cea de a XX-a ediție a Târgului internațional de carte LIBREX 2012, care s-a desfășurat la Iași între 29 februarie – 4 martie.[4]
- 2011 - Premiul pentru cea mai bună colecție – „Theologia Socialis”, acordat la cea de a XX-a ediție a Salonului Internațional de Carte din Chișinău, desfășurat în perioada 31 august – 3 septembrie.[5]